# Marcus Barbius Aemilianus

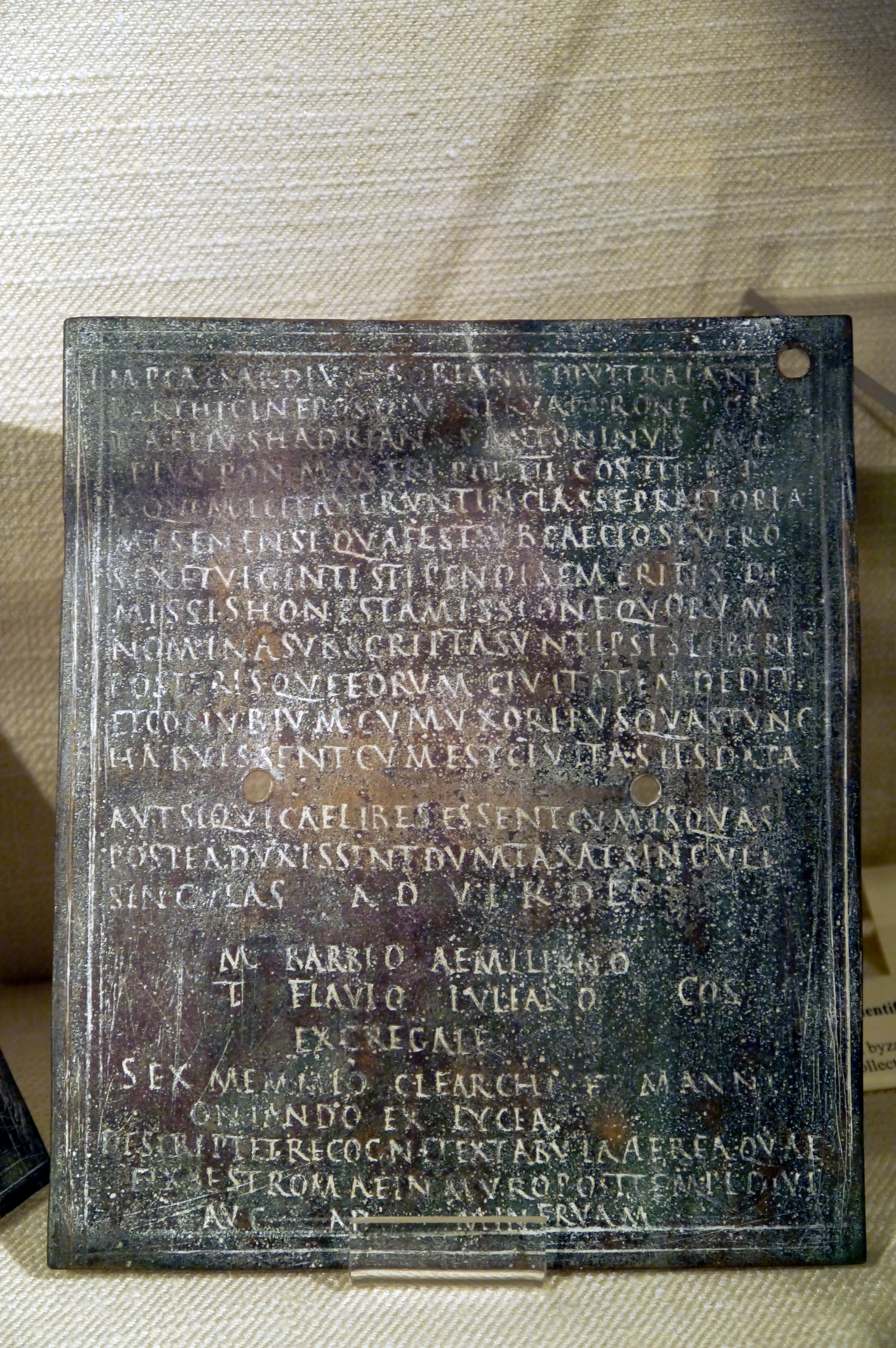
Eines der Militärdiplome von 140 n. Chr.

Marcus Barbius Aemilianus war ein im 2. Jahrhundert n. Chr. lebender Angehöriger des römischen Senatorenstandes.
Durch Militärdiplome, die z. T. auf den 26. November und den 13. Dezember 140 datiert sind, ist belegt, dass Aemilianus 140 zusammen mit Titus Flavius Iulianus Suffektkonsul war; die beiden übten dieses Amt im letzten Nundinium des Jahres, vom 1. November bis zum 31. Dezember, aus.